# Casting Crowns (album)
Casting Crowns è il primo ed eponimo album in studio del gruppo musicale statunitense Casting Crowns, pubblicato nel 2003.

## Tracce
1. What If His People Prayed – 3:28
2. If We Are the Body – 3:58
3. Voice of Truth – 5:25
4. Who Am I – 5:35
5. American Dream – 4:11
6. Here I Go Again – 4:45
7. Praise You with the Dance – 3:56
8. Glory – 5:06
9. Life of Praise – 3:19
10. Your Love Is Extravagant – 3:52

## Formazione
- Hector Cervantes – chitarra
- Juan DeVevo – chitarra
- Melodee DeVevo – violino
- Megan Garrett – piano, tastiere
- Mark Hall – voce
- Chris Huffman – basso
- Andy Williams – batteria